# Colin John Burgess
Colin John Burgess (Sydney, 16 novembre 1946 – 16 dicembre 2023) è stato un batterista australiano conosciuto prevalentemente per essere stato il primo batterista della band australiana ACDC.

## Biografia
Militò nella band The Masters Apprentices dal 1968 al 1972 per poi passare, nel 1973, ai neofondati AC/DC, che già contavano Malcolm Young (chitarra ritmica), Angus Young (chitarra solista) , Dave Evans (voce) e Larry Van Kriedt (basso).
Egli venne però licenziato nel febbraio 1974 per essersi presentato ubriaco sul palco e fu sostituito, dopo una successione di batteristi, da Phil Rudd. Burgess fu richiamato nel mese di settembre 1975 per sostituire Rudd, ferito alla mano durante una rissa a Melbourne, per un paio di settimane.
Collaborò con suo fratello Denny alla fine degli anni settanta nel pop rock gruppo His Majesty che divennero Good Time Charlie con un nuovo chitarrista, John Botica. I Good Time Charlie fecero un tour in tutta l'Asia del sud-est e registrarono un album intitolato 'Adults Only', prodotto da John Robinson, ex chitarrista degli australiani Blackfeather.
In seguito Colin e il fratello Denny suonarono e registrarono sotto il nome di The Burgess Brothers Band.
Fu inserito nella Hall Of Fame ARIA.